# Сфагнум бурий
Сфагнум бурий (Sphagnum fuscum) — вид мохів порядку торфовикальних (Sphagnales).

## Поширення
Батьківщиною є Європа, Північна Америка, Азія.
Sphagnum fuscum віддає перевагу старішим, більш сухим болотам. На болотах, де переважає ялина чорна, S. fuscum утворює великий ґрунтовий покрив. У середньому S. fuscum мешкає на більш кислих ґрунтах із рН у межах 3,6-7,5, а також здатний колонізуватися на високих висотах.

## Характеристика
Sphagnum fuscum від коричневого до зеленувато-коричневого кольору з тонкими коричневими стеблами. Він менш міцний, ніж інші сфагнуми, особливо коли зібраний у компактні купини. Утворює ниткоподібні гілки, що переплітаються. Листки вздовж стебла мають язикоподібну форму, а листки вздовж гілок — загострені та списоподібні. На стадії спорофіту мох матиме коротку ніжку приблизно 1–2 мм із коричневою капсулою приблизно 1–1,5 мм.